# Breiðdalshreppur
Breiðdalshreppur es un municipio de Islandia de la región de Austurland situado en el condado de Suður-Múlasýsla. Tiene un área de 452 kilómetros cuadrados y una población de 199 habitantes, según el censo de 2011, para una densidad de 0,44 habitantes por kilómetro cuadrado.

## Lugares de interés

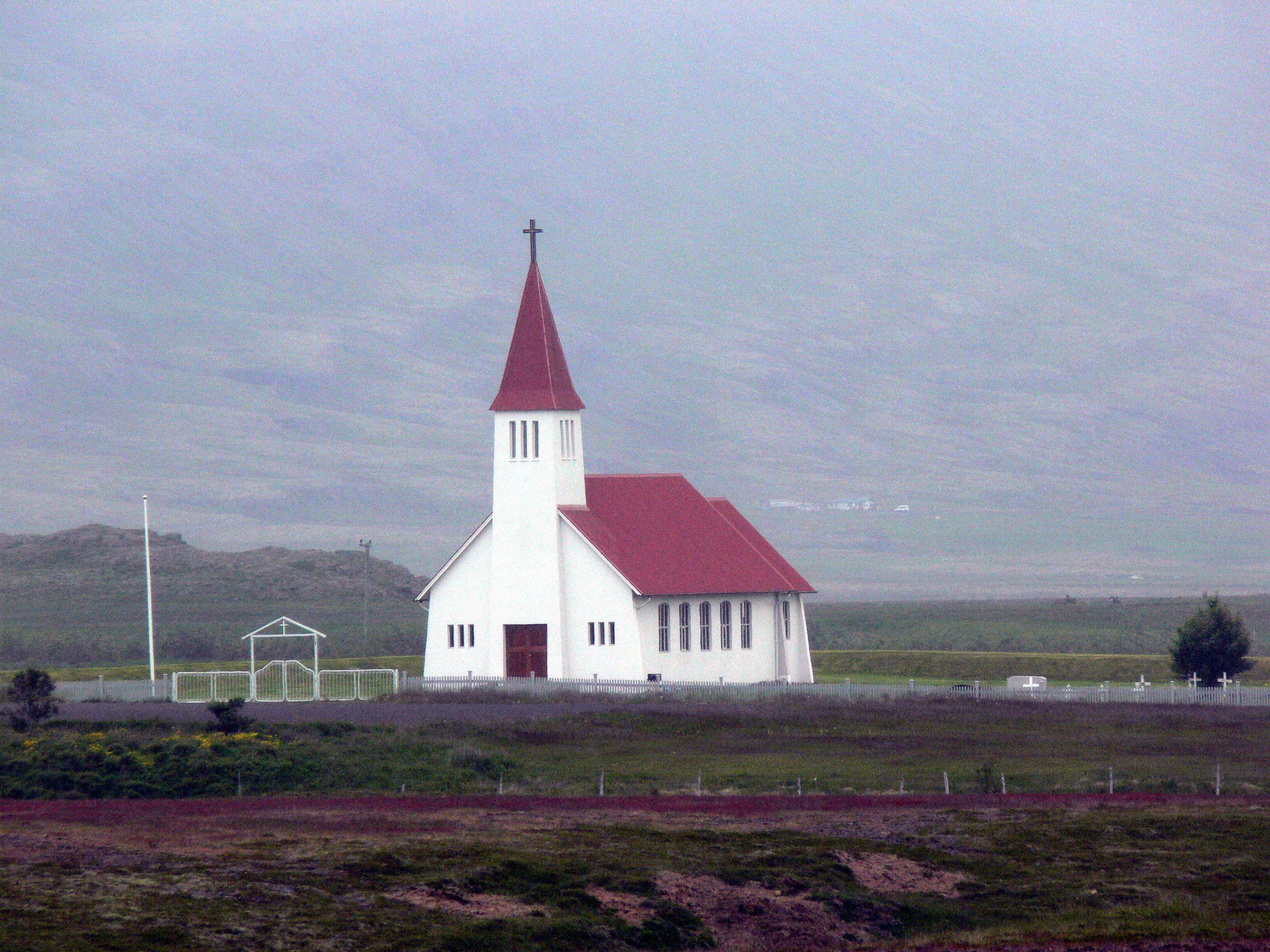
Iglesia Heydalakirkja

El municipio es conocido por su fábrica de cerveza, Brugghúsið Beljandi, fundada en 2017 Otra institución conocida es el negocio Kaupfjelagið Gamla Búðin, fundada hace aproximadamente 60 años, que sigue sirviendo de café y de tienda.
En el centro de la comunidad no hay ninguna iglesia. La iglesia parroquial se halla en la granja Heydalir en el oeste de la communidad y se llama Heydalakirkja. Fue inaugurada en 1975 y cuenta con un retablo pintado por el pintor danés Carl Rudolph Fiebig (1812–1874) en 1865.
En la valle Breiðdalur cerca de la comunidad se puede visitar el bosque Jórvíkurskógur cuya dimensión se eleva a 600 ha. Se ubica cerca de la granja Jórvík. Las árboles más grandes miden hasta 4 metros de alto.